# Madeuplexia
Madeuplexia là một chi bướm đêm thuộc họ Noctuidae.